# 水戸連隊区
水戸連隊区（みとれんたいく）は、大日本帝国陸軍の連隊区の一つ。前身は水戸大隊区である。当初は茨城県の一部、後に同県全域の徴兵・召集等兵事事務を担任した。実務は水戸連隊区司令部が執行した。1945年（昭和20年）に設けられた水戸地区司令部は同域の防衛を担当した部署で、水戸連隊区司令部要員が双方を兼務した。戦後に執筆された書籍でも旧表記である"聯"の字を用いて水戸聯隊区と表記している例が多い。

## 沿革
1888年（明治21年）5月14日、大隊区司令部条例（明治21年勅令第29号）によって水戸大隊区が設けられ、陸軍管区表（明治21年勅令第32号）により茨城県の大部分が管轄区域に定められた。第一師管第二旅管に属した。この時、茨城県の残り区域は宇都宮大隊区に属していた。
1896年（明治29年）4月1日、水戸大隊区は連隊区司令部条例（明治29年勅令第56号）によって連隊区に改組され、管轄区域に水戸市を加えた。また、旅管が廃止となり近衛師管に属した。茨城県の残りの区域は宇都宮連隊区の管轄となった。1898年（明治31年）1月6日、司令部は水戸市大字上市大町の新築庁舎に移転した。
1899年（明治32年）4月1日、近衛師管が廃止され、水戸連隊区は再び第一師管に属した。1903年（明治36年）2月14日、再び師管と連隊区の間に旅管が設けられ、水戸連隊区は第一師管第二旅管に属した。
日本陸軍の内地19個師団体制に対応するため陸軍管区表が改正（明治40年9月17日軍令陸第3号）され、1907年（明治40年） 10月1日、水戸連隊区は第十四師管第二十七旅管に移り、宇都宮連隊区管轄の三郡が水戸連隊区に移り、管区は茨城県全県となる。1918年（大正7年）3月29日、司令部が東茨城郡渡里村の歩兵第2連隊内に移転し、さらに同年11月29日、水戸市大字上市大町545番地に移転した。
1925年（大正14年）4月6日、日本陸軍の第三次軍備整理に伴い陸軍管区表が改正（大正14年軍令陸第2号）され、同年5月1日、旅管は廃され引き続き第十四師管の所属となった。
1940年（昭和15年）8月1日、それまで師団番号に依る師管名であったのを地名による宇都宮師管と改め、水戸連隊区はそれに属した。また、師管の上に軍管区が設けられた。水戸連隊区の属する宇都宮師管は東部軍管区管下となった。
1945年には作戦と軍政の分離が進められ、軍管区・師管区に司令部が設けられたのに伴い、同年3月24日、連隊区の同域に地区司令部が設けられた。地区司令部の司令官以下要員は連隊区司令部人員の兼任である。同年4月1日、宇都宮師管は宇都宮師管区と改称された。
1945年8月15日に敗戦が決まってから、陸軍は全部隊・官衙に対して書類の焼却を命じた。連隊区司令部もその例外ではなかったが、水戸連隊区司令部では茨城県出身将兵の個人記録である陸軍兵籍簿の保管を続けた。これから二十数万人の復員を実施しなければならないのに、兵籍簿なしでどうするのかという議論が司令部内でおき、連隊区司令官が処理を保留したためである。18日に焼却命令は取りやめになった。約1400冊の兵籍簿は後に茨城県に引き渡され、将兵の復員や戦後の援護行政の基礎資料として活用された。このとき焼却処分に反したのは、他に佐賀連隊区司令部があるのみであった。

## 管轄区域の変遷
1888年5月14日、陸軍管区表（明治21年勅令第32号）が制定され、水戸大隊区の管轄区域が次のとおり定められた。
- 茨城県

東茨城郡・西茨城郡・那珂郡・多賀郡・久慈郡・鹿島郡・行方郡・新治郡・筑波郡・信太郡・河内郡・北相馬郡
1896年4月1日、連隊区へ改組された際、管轄区域に水戸市を加えた。同年12月、郡制施行による郡の統廃合により陸軍管区表が改正（明治29年12月4日勅令第381号）され、1897年（明治30年）4月1日に信太郡・河内郡が稲敷郡に変更された。変更後の管轄区域は次のとおり。
- 茨城県

水戸市・東茨城郡・西茨城郡・那珂郡・多賀郡・久慈郡・鹿島郡・行方郡・新治郡・筑波郡・稲敷郡・北相馬郡
1907年10月1日、宇都宮連隊区から真壁郡・結城郡・猿島郡を編入し、茨城県全域を管轄とした。その後、管轄区域は廃止されるまで変更されなかった。

## 司令官
水戸大隊区
- （心得）河北祐充 歩兵大尉：1888年5月14日[16] -
- 伊東祐直 歩兵少佐：1895年5月17日[17] -

水戸連隊区
- 伊東祐直 歩兵少佐：不詳 - 1898年10月1日
- 穂積丹五郎 歩兵少佐：1898年10月1日 - 1900年4月20日
- 別役良顕 歩兵少佐：1900年4月20日 - 9月1日
- 別役良顕 後備歩兵少佐：1900年9月1日 - 1902年9月30日
- 中村無一 歩兵中佐：1902年9月30日 - 1903年5月14日
- 大野保宣 歩兵少佐：1903年5月14日 -
- 香月三郎 歩兵少佐：1903年12月16日 - 1906年1月27日
- 馬場鉾之助 歩兵少佐：1906年3月6日 - 1910年11月30日
- 伊東祐俊 歩兵少佐：1910年11月30日 - 1912年3月9日
- 久世為次郎 歩兵中佐：1912年3月9日 - 1913年8月22日
- 福田栄太郎 歩兵中佐：1913年8月22日 - 1916年3月10日
- 後藤昔壮 歩兵中佐：1916年3月10日 - 1917年8月6日
- 森文之亟 歩兵中佐：1917年8月6日 - 1918年7月24日[18]
- 津田増次郎 歩兵中佐：1918年7月24日[18] -
- 秋山愛二郎 歩兵大佐：不詳 - 1923年8月6日[19]
- 菊野三郎 歩兵大佐：1923年8月6日[19] - 1924年12月15日[20]
- 長野英吉 歩兵大佐：1924年12月15日[20] -
- 高橋良 歩兵大佐：1934年8月1日 - 1936年3月7日
- 重久篤治 大佐：1940年2月10日 - 1943年3月1日
- 佐藤文蔵 大佐：1943年3月1日 - 1944年6月14日
- 青砥慶一 大佐：1944年6月14日 - 1945年3月31日
- 名越時中 少将：1945年3月31日 - 終戦（地区司令官を兼ねる）